# Philodendron cardonii
Philodendron cardonii är en kallaväxtart som beskrevs av Thomas Bernard Croat. Philodendron cardonii ingår i släktet Philodendron och familjen kallaväxter. Inga underarter finns listade.